# Bernard Kolélas
Bernard Bakana Kolélas (12 de junho de 1933  - 13 de novembro de 2009 ) foi um político brazavile-congolês e presidente do Movimento Congolês para a Democracia e o Desenvolvimento Integral (MCDDI). Kolélas foi um oponente de longa data do governo de partido único do Partido Congolês do Trabalho (PCT) e, após a introdução da política multipartidária no início da década de 1990, tornou-se um dos líderes políticos mais importantes do Congo-Brazavile. Ficou em segundo lugar na eleição presidencial de agosto de 1992, atrás de Pascal Lissouba; posteriormente, foi prefeito de Brazavile, a capital nacional, em meados da década de 1990, e atuou brevemente como primeiro-ministro da República do Congo durante a guerra civil de 1997. Depois que as forças rebeldes prevaleceram na guerra civil, viveu no exílio por oito anos até que uma anistia possibilitou seu retorno; ele foi então eleito para a Assembleia Nacional em 2007.